# Konstancja świdnicka
Konstancja świdnicka (ur. między 1309/1314, zm. między 1 lutego 1360/21 listopada 1363) – najstarsza córka księcia świdnickiego Bernarda Statecznego i Kunegundy, córki króla Polski Władysława I Łokietka.
Poślubiła Przemka, syna księcia głogowskiego Henryka III. Małżeństwo zostało zawarte najwcześniej pod koniec roku 1324, lecz nie później niż w marcu 1326 roku. Jej małżeństwo z księciem głogowskim pozostało bezdzietne. Po rychłej śmierci męża do roku 1331 przebywała na swym wianie w Księstwie Głogowskim, a w roku 1334 wstąpiła do klasztoru Klarysek w Starym Sączu. W latach 1350/1360 występuje w dokumentach jako ksieni klasztoru Klarysek w Starym Sączu, którą była aż do swej śmierci. Choć brak jakichkolwiek wiadomości o miejscu jej pochowania, przyjmuje się, że została pochowana w klasztorze Klarysek starosądeckich, którego była opatką. 